# Abaújdevecser
Abaújdevecser est une ancienne commune rattachée en 1984 à la ville d'Encs avec Fügöd et Gibárt, dans le département de Borsod-Abaúj-Zemplén en Hongrie.